# Heteropsylla forcipata
Heteropsylla forcipata är en insektsart som beskrevs av Crawford 1914. Heteropsylla forcipata ingår i släktet Heteropsylla och familjen rundbladloppor. Inga underarter finns listade i Catalogue of Life.